# ماراتن بوستون ۲۰۲۴
ماراتن بوستون ۲۰۲۴، صد و بیست و هشتمین دوره رسمی مسابقات ماراتن سالانه در بوستون، ماساچوست بود که در روز دوشنبه، ۲۰۲۴٫۰۴ برگزار شد. این ماراتن که توسط پلاتینیوم لیبل برگزار شد، دومین رویداد از شش رویداد بزرگ ماراتن جهانی بود که برای سال ۲۰۲۴ برنامه‌ریزی شده بود. 
تعداد شرکت‌کنندگان به ۳۰۰۰۰ نفر محدود شد که از این تعداد ۲۲۰۱۹ دونده بر اساس عملکردشان در مسابقات مقدماتی انتخاب شدند. تعداد بی‌سابقه‌ای از ۳۳۰۰۰ دونده از ۱۲۷ کشور برای شرکت در این مسابقه ثبت نام کردند. 
در اواسط ماه مارس، برگزارکنندگان اعلام کردند که راب گرونکوفسکی، بازیکن سابق NFL، به عنوان مارشال (مسئول برگزاری) بزرگ این رویداد انتخاب شده است.
برنده در بخش نخبگان مردان، سیسای لِما و برنده بخش نخبگان زنان، هلن اوبیری بودند. ایوانز چبت، برنده دو دوره قهرمانی مردان، که به دنبال تبدیل شدن به پنجمین مردی بود که سه بار متوالی در این رویداد برنده می‌شود، در جایگاه سوم قرار گرفت. در بخش‌های ویلچر، برنده بخش مردان مارسل هوگ و برنده بخش زنان ادن رینبو-کوپر بودند. رینبو-کوپر اولین برنده از کشور بریتانیای کبیر در بخش ویلچر زنان این رویداد نام گرفت.